# Yaviza
Yaviza – miasto we wschodniej Panamie, w prowincji Darién, położone nad rzeką Chucunaque, w północnej części przesmyku Darién. W 2010 roku miasto liczyło 1877 mieszkańców.
W Yaviza kończy się północnoamerykańska część Autostrady Panamerykańskiej.